# David Antonín Nývlt
David Antonín Nývlt (též Niewelt, Nywelt, 1696–1772), strýc Antonína Nývlta „Rychetského“, pocházel ze svobodnického rodu. Roku 1713 se stal, zámeckým hospodářským písařem v Náchodě, ve třicátých letech byl jmenován zámeckým důchodním a v roce 1761 správcem náchodského panství.
V roce 1736 vydal tiskem česky v Praze a německy v Kladsku knížku „Prospěšný potok vod na nejvyšších pahrbcích panství Jeho Milosti knížecího náchodského vprostřed polí svatoňovských, všem potřebným a chudým hledajícím vod mariánské pomoci hojně prýštící, v prospěšnosti jednoho každého zde vyhledávajícího“ (něm. Heilsamer Brunn-Quell der Marianischea Andacht), která je popisem poutního místa s léčivým, zázračným pramenem ve Svatoňovicích. V letech 1738–1739 sepsal rozsáhlý urbář Urbar-Buch der fuerstlichen Piccolominischen Herrschaft Nachod, pozemkové knihy s rozpisem robotních povinností poddaných, platů a dávek. Zachytil v něm původ a historii piccolominského rodu, zejména náchodského dominia do roku 1731. Je mu připisováno i autorství dnes nezvěstného rukopisu Náchodské starožitnosti (starobylosti) a je považován za prvního historika Náchodska.
Roku 1768 štědře přispěl na obnovu kostela sv. Jana Křtitele ve Rtyni.